# Cassida viridis
Cassida viridis là một loài bọ cánh cứng trong họ Chrysomelidae. Loài này được Linnaeus mô tả khoa học năm 1758.

## Hình ảnh

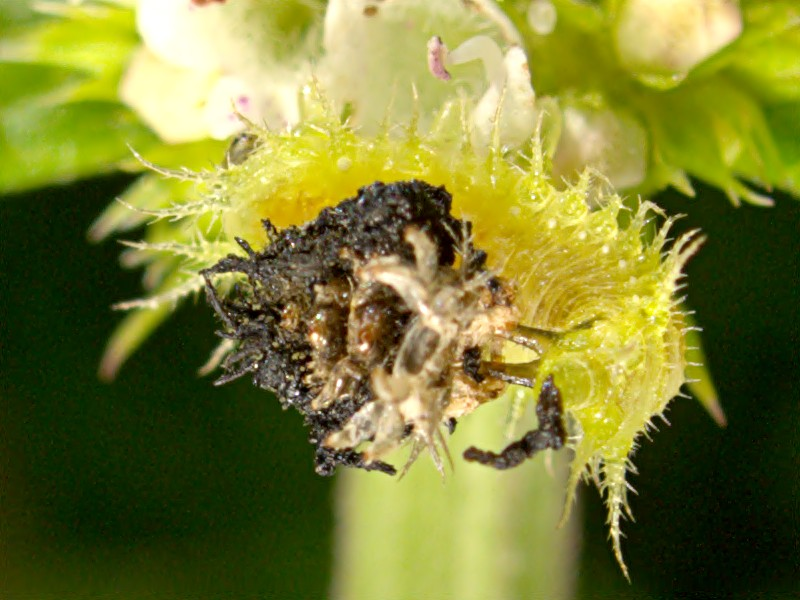
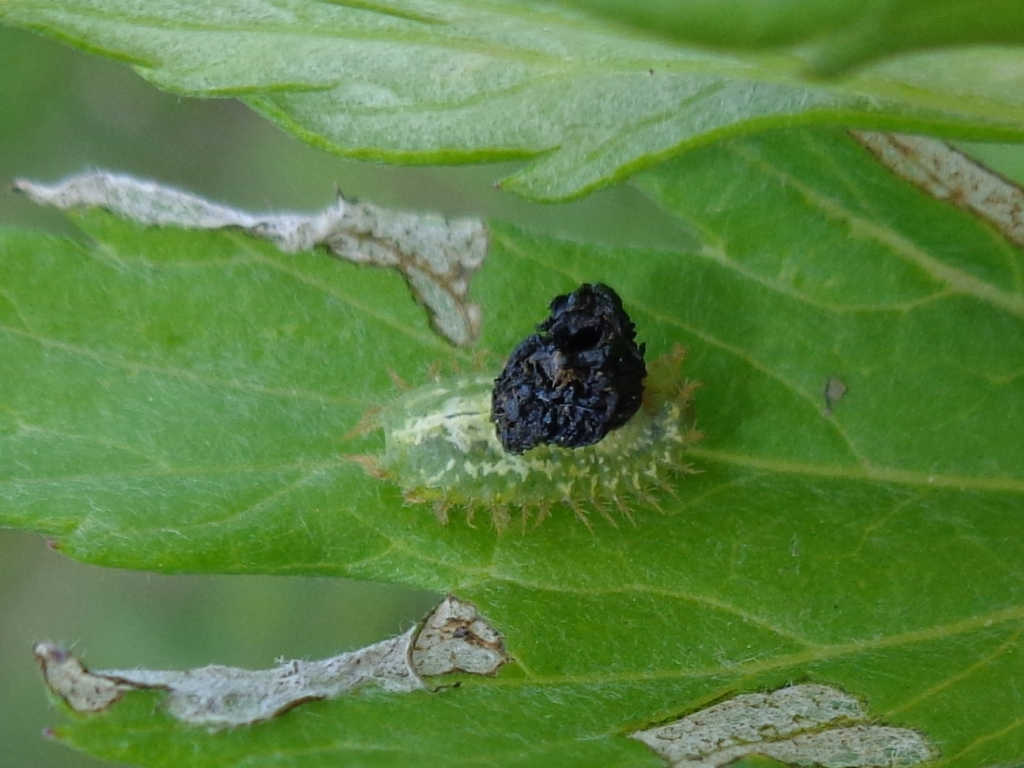
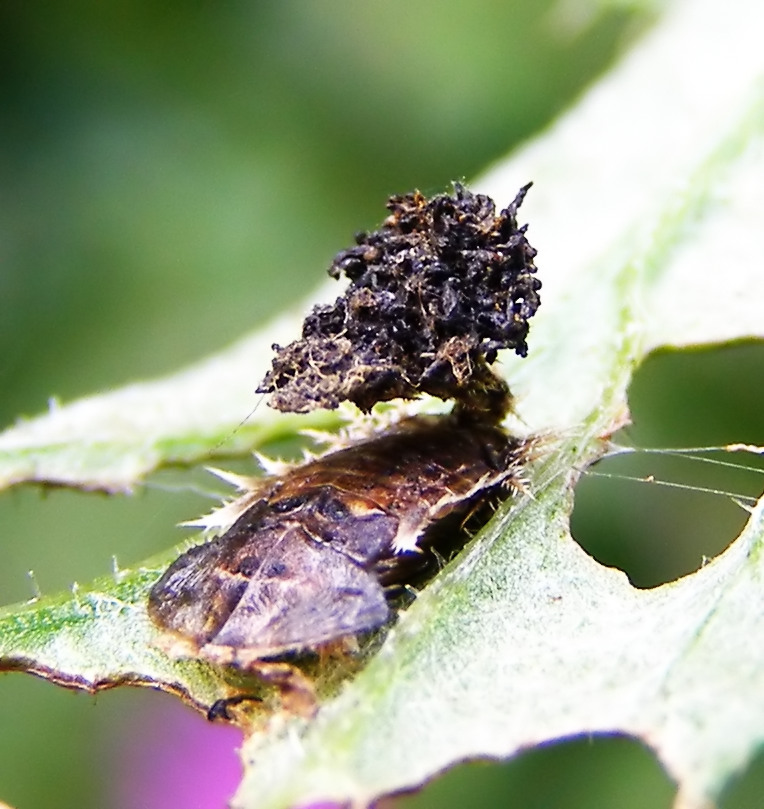